# Дембу, Антониу
Антониу Себастьян Де́мбу (порт. António Sebastião Dembo; 1944, Северная Кванза — 2002, Мошико) — ангольский политик и полевой командир, ближайший соратник Жонаса Савимби в движении УНИТА. Активный участник гражданской войны, командир спецназа УНИТА, генерал повстанческой армии ФАЛА. После гибели Савимби в течение нескольких февральско-мартовских дней 2002 года являлся лидером УНИТА. Скончался от ранений, полученных в последнем бою Савимби.

## Происхождение
Родился в районе Кабула Кабанга (провинция Северная Кванза) в семье деревенского методистского пастора. Этнически принадлежал к народности северные мбунду.
Вскоре после рождения Антониу семья перебралась в город Намбуангонго (провинция Бенго), где его отец Себастьян Набуко вёл протестантскую проповедь. Там семья получила известность, из-за чего Намбуангонго иногда ошибочно указывается как место рождения Антониу Дембу (столь же ошибочно Дембу иногда причисляется к баконго).
Начальное образование Антониу Дембу получил в методистской школе, инженерное образование — в Алжире. В 1969 году вступил в УНИТА и включился в антиколониальную борьбу. Принял партийный псевдоним Дембу, ставший фамилией.

## «Младший брат» Савимби
На всех этапах своей военно-политической биографии Антониу Дембу всецело разделял идеологию и политический курс Жонаса Савимби. С 1992 года, после гибели Жеремиаса Шитунды в резне Хэллоуин — заместитель Жонаса Савимби.
В 1982 году Дембу командовал Северным фронтом повстанческой армии УНИТА — Вооружённых сил освобождения Анголы (ФАЛА). Как уроженец северной Анголы, он, наряду с Эрнесту Мулату, уделял особое внимание укоренению УНИТА в северных провинциях страны, где движение — в отличие от востока и юга — не имело прочной этноплеменной опоры.
Антониу Дембу командовал спецподразделением коммандос УНИТА, имел генеральское звание в ФАЛА. Участвовал во многих боях, в том числе Битве при Квито-Кванавале (1987—1988 годы) и Войне 55 дней за Уамбо (1993 год). Наряду с Жозе Самуэлом Шивале, Демостенешем Амосом Шилингутилой, Арлиндо Пеной, Паулу Лукамбой Гату являлся ведущим полевым командиром УНИТА.
Несмотря на то, что Антониу Дембу не принадлежал к овимбунду (племенная основа УНИТА), он являлся ближайшим и самым доверенным соратником Жонаса Савимби. В Джамбе они жили по соседству, Дембу постоянно сопровождал Савимби. Савимби называл Дембу «младшим братом» и в 1997 году определил как преемника на случай своей смерти.
В апреле 1998 года Антониу Дембу встретился с президентом Анголы Жозе Эдуарду душ Сантушем и передал ему личное послание Жонаса Савимби (контакт не привёл к сближению позиций). Выступал от имени Савимби на представительных собраниях в Луанде (сам лидер УНИТА после резни 1992 воздерживался от посещения столицы).
Дембу, подобно Савимби, занимал непримиримую позицию в противостоянии с МПЛА. Правящий режим он рассматривал как коррумпированный и враждебный народным массам, особенно ангольскому крестьянству. При этом он осознавал силу противника и длительность предстоящей борьбы:

Ангола, за которую мы боремся, будет уже не нашей, а вашей.

Антониу Дембу в разговоре с сыном Исайашем Дембу

## Преемник Савимби
Антониу Дембу до конца сохранил верность Жонасу Савимби. Дембу был одной из ключевых фигур последних дней сопротивления в Мошико. Он организовывал оборону передвижного лагеря, снабжение боеприпасами, продовольствием и медикаментами. В это время Дембу был уже сильно ослаблен хронической болезнью, нуждался в инсулине и наркотических медицинских препаратах.
22 февраля 2002 года он был ранен в том же бою, в котором погиб Савимби.

Раненый Дембу с оставшимися бойцами смог уйти дальше в глушь джунглей. Антониу Дембу был альтер эго Савимби, его названным младшим братом. Война для него была священной.

Антониу Дембу принял на себя руководство УНИТА, президентство в НДРА и заявил о продолжении борьбы.

Тот, кто думает, что идеалы УНИТА умерли вместе с лидером, ошибается.

Заявление УНИТА от 24 февраля 2002

## Кончина
Через несколько дней Антониу Дембу скончался от полученных ран (официально о его смерти было сообщено 5 марта 2002 года). После него лидерство в УНИТА перешло к Паулу Лукамбе Гату и Исайашу Самакуве.
Новые руководители УНИТА приняли условия урегулирования, выдвинутые МПЛА — что явилось полным отказом от курса Дембу, наследовавшего Савимби. При этом имя Дембу окружено почётом в УНИТА и в поддерживающей её части населения Анголы.

Великий человек. Простой, отзывчивый, ни с кем из соратников не враждовавший. Он был бы очень нужен сегодня.

Абилио Камалата Нума, генерал вооружённых сил УНИТА

## Семья
Антониу Дембу был трижды женат, имел трёх сыновей и дочь. Его первая жена Джудит Бандуа Дембу была координатором гуманитарной помощи в дипломатическом ведомстве УНИТА. Вторая жена Тия Мария Невеш вместе с Дембу участвовала в последнем боевом переходе Савимби. Третья жена Дореш Шипенда в последние дни своего мужа находилась в плену правительственных войск. Сын Исайаш Дембу — видный активист молодёжной организации УНИТА (JURA), претендующий на руководство.
26 августа 2012 года трое сыновей, дочь, сестра и племянник Антониу Дембу выступили с публичным требованием пресечь манипуляции и дискредитацию имени второго человека УНИТА.